# Renealmia alpinia

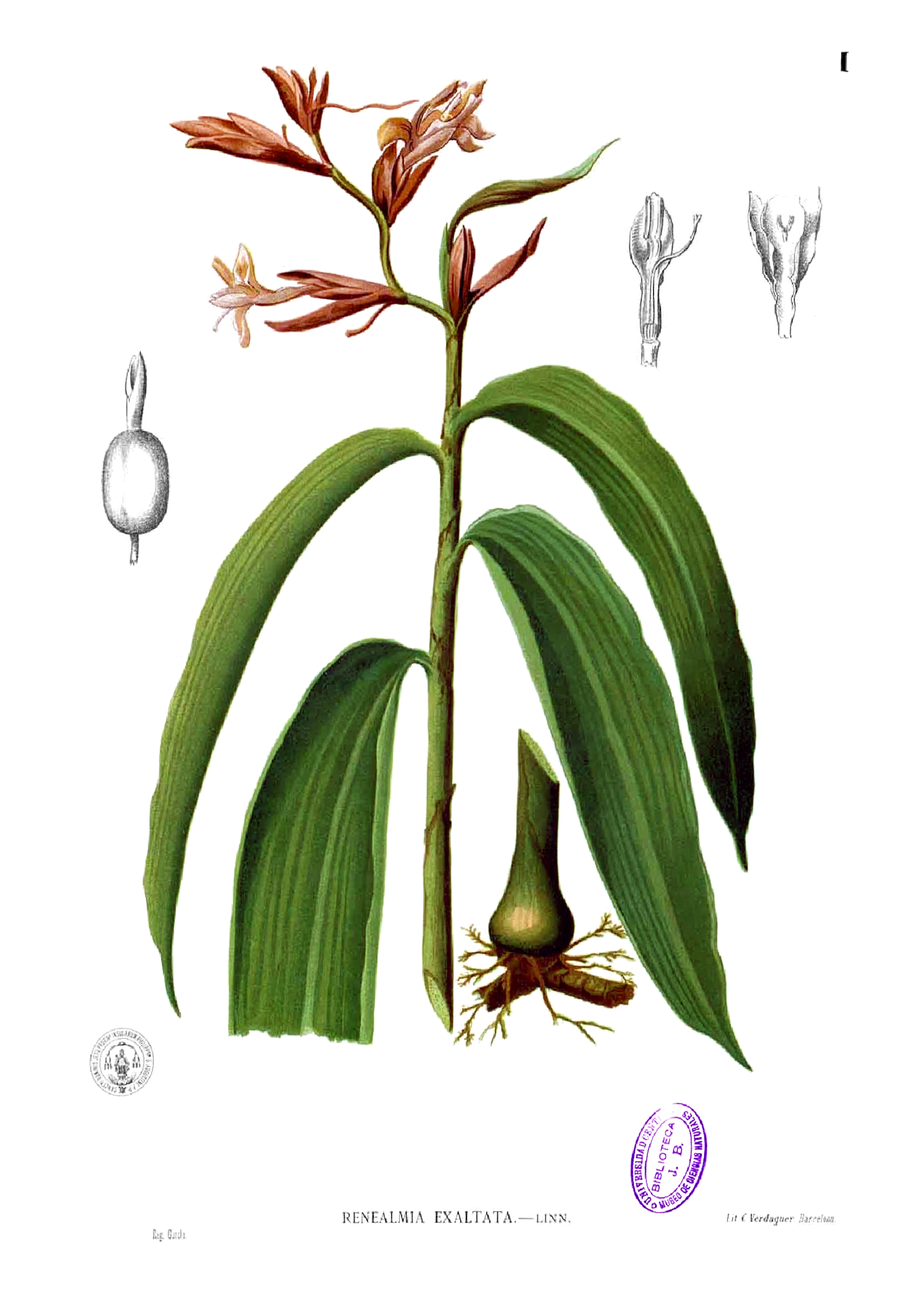
Renealmia alpinia in der Flora de Filipinas von Francisco Manuel Blanco

Renealmia alpinia (Syn.: Alpinia exaltata L.f.; Roem. & Schult.; Amomum alpinia Rottb., Renealmia exaltata L.f.) ist eine Pflanzenart in der Familie der Ingwergewächse (Zingiberaceae). Sie stammt aus Amerika, wo sie vom südlichen Mexiko bis in weiten Gebieten Südamerikas vorkommt, jedoch nicht im Southern Cone. Sie kommt auch auf einigen karibischen Inseln vor.

## Name
In Quechua wird die Pflanze als Misk’i p’anqa bezeichnet (misk’i süß; Honig, p’anqa Hochblatt, „Süßes Hochblatt“ oder „Honighochblatt“). Der Name spielt darauf an, das die Pflanze gerne als Würzkraut verwendet wurde, speziell für Fischgerichte. In Spanisch ist die Art bekannt als Jenjibre-de-jardin („Garteningwer“). Jenjibre-de-jardin und der 'echte' Ingwer (Zingiber officinale) gehören zur selben Familie.
In Trinidad wird Renealmia alpinia als Mardi gras bezeichnet, Jäger verabreichen Pflanzepräparate peroral oder äußerlich an ihre Jagdhunde um eine ganze Reihe von Beschwerden zu lindern, von Verstauchungen bis hin zu Schlangenbissen. In Suriname ist die Pflanze als Masoesa bekannt.

## Merkmale

### Vegetative Merkmale
Renealmia alpinia ist eine große, ausdauernde krautige Pflanze die ein paar Meter hoch wird. Sie bildet Rhizome als Überdauerungsorgane. Es werden gut ausgebildete „Pseudostämme“ aus meist vielen Laubblättern gebildet. Die großen Laubblätter gliedern sich in Blattstiele und -spreiten.

### Generative Merkmale
Direkt aus dem Rhizom entwickelt sich ein kurzer bis sehr langer, aufrechter bis niederliegender, beblätterter Blütenstandsschaft oder selten stehen die Blütenstände endständig auf den Pseudostämmen. In einem langen, meist lockeren oder manchmal verzweigten Blütenstand stehen über jeweils einem Tragblatt ein Teilblütenstand mit jeweils einer bis mehreren Blüten, die über einem röhrigen Deckblatt stehen.
Die zwittrigen, zygomorphen Blüten sind dreizählig mit doppeltem Perianth. Die Blütenfarben reichen von weiß bis gelb. Die drei häutigen Kelchblätter sind röhrig bis kreiselförmig verwachsen. Die drei Kronblätter sind röhrig verwachsen, wobei die Kronröhre etwa so lang ist wie die Kronröhre. Die Krone ist gleich bis doppelt so lang wie das Labellum. Nur das mittlere Staubblatt des inneren Kreises ist fertil; es besitzt einen kurzen Staubfaden. Der Staubbeutel besitzt keine Anhängsel. Alle anderen Staubblätter sind zu Staminodien umgebildet. Das mittlere Staminodium des äußeren Kreises fehlt. Die beiden seitlichen Staminodien des äußeren Kreises sind nur klein und zahnartig. Die beiden seitlichen Staminodien des inneren Kreises sind zu einem sogenannten Labellum verwachsen; es stellt den auffälligsten Teil der Blüte dar. Das aufrechte oder ausgebreitete Labellum ist länger als die Krone und besitzt drei Lappen. Drei Fruchtblätter sind zu einem dreikammerigen Fruchtknoten verwachsen.
Die Früchte stehen in einer kugeligen oder länglichen Sammelfrucht (Synkarp) zusammen. Die kugeligen bis ellipsoiden, mehr oder weniger fleischigen Kapselfrüchte öffnen sich von der Basis aus in Richtung Spitze. Die Samen besitzen oft einen orangefarbenen Arillus.
Die Chromosomenzahlen sind 2n = 22 oder 44.

## Biochemie
Mit seinem Team identifizierte B. N. Zhou am Virginia Polytechnic Institute and State University drei von Renealmia alpinia produzierte Diterpene, alles Labdane und möglicherweise fiebersenkend Antipyretika.

## Biogeographie
In Mexiko wurden wilde Vorkommen in den südlichen Bundesstaaten Chiapas, Oaxaca und Veracruz gefunden. Die Pflanze wächst auch auf den karibischen Inseln Dominica, Grenada, Guadeloupe, Martinique, Montserrat, Puerto Rico, St. Kitts, Nevis, Trinidad und Tobago.
In Mittelamerika kommt die Pflanze in Belize, Costa Rica, Guatemala, Honduras und Panama vor. In Südamerika gibt es Vorkommen in Brasilien, Kolumbien, Ecuador, Französisch-Guayana, Guyana, Peru, Suriname und Venezuela vor.